# Lina Morgan
Pour les articles homonymes, voir Morgan.
María de los Angeles López Segovia, mieux connue sous son nom de scène Lina Morgan, née à Madrid, le 20 mars 1937, et morte dans la même ville le 20 août 2015, est une actrice espagnole de théâtre, cinéma et télévision.

## Biographie
En 1999, elle reçoit la Médaille d'or du mérite des beaux-arts par le Ministère de l'Éducation, de la Culture et des Sports.

## Carrière

### Cinéma
- 1962 : Certains l'aiment noire (Vampiresas 1930) de Jesús Franco
- 1965 : Julieta engaña a Romeo de José María Zabalza : Matilde
- 1974 : Fin de semana al desnudo de Mariano Ozores
- 1995 : Hermana, pero ¿qué has hecho? de Pedro Masó

### Télévision
- 1994 : Compuesta y sin novio (série télévisée)
- 1996 - 1998 : Hostal Royal Manzanares (série télévisée)
- 2001 : Academia de baile Gloria (série télévisée)